# François Landgraf
 (décembre 2021).
Si vous disposez d'ouvrages ou d'articles de référence ou si vous connaissez des sites web de qualité traitant du thème abordé ici, merci de compléter l'article en donnant les références utiles à sa vérifiabilité et en les liant à la section « Notes et références ».
François Landgraf est un journaliste et haut fonctionnaire suisse, né en 1938 et mort le 20 mai 2011. 

## Biographie
D’ascendance tchèque, il est originaire de Saint-Prex (canton de Vaud). Il fréquente le Gymnase à Lausanne et est licencié en droit de l’Université de cette ville. 
Journaliste dès 1959, il est notamment correspondant à Berlin et rend compte du discours de John Fitzgerald Kennedy « Ich bin ein Berliner ». Il est ensuite rédacteur en chef de la Gazette de Lausanne et commentateur de politique étrangère à la TV suisse romande de 1968 à 1974 avant de rejoindre le Département fédéral des finances (DFF) à Berne où il est d’abord collaborateur personnel du conseiller fédéral Georges-André Chevallaz de 1975 à 1978. 
Il est secrétaire général du DFF de 1979 à 1989 sous les conseillers fédéraux Chevallaz, Willi Ritschard et Otto Stich, puis responsable des Finances à la Société suisse de radiodiffusion (SSR) de 1990 à 1999. À ce titre, il a joué un rôle important dans le redressement financier de la SSR. 
Il se consacre notamment à l'écriture dans les domaines historique et lyrique. Il est mort le 20 mai 2011 à Saint-Sulpice (canton de Vaud).